# Jan Bont

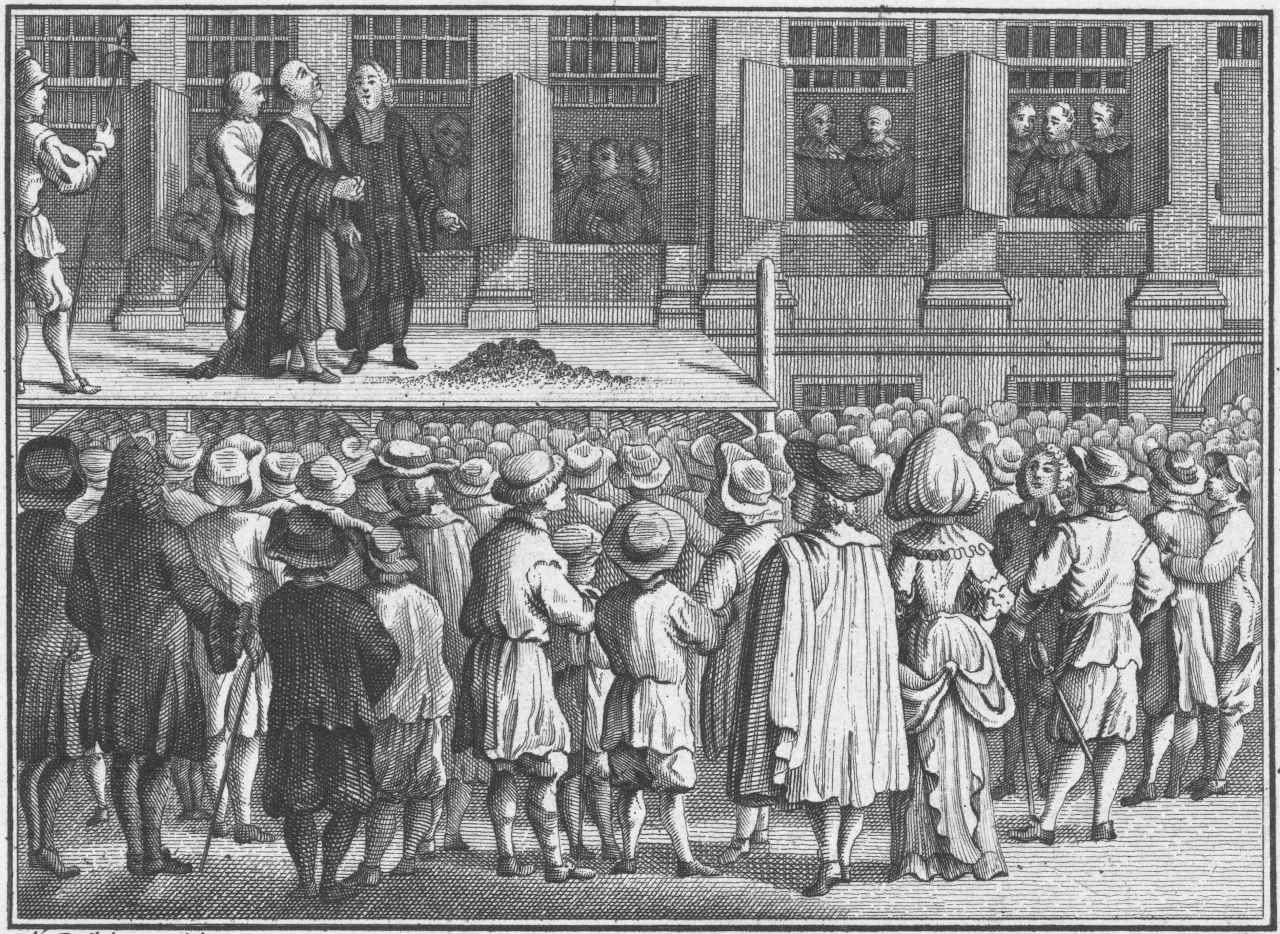
Executie van kapitein Jan Bont op 5 februari 1677 op het Admiraliteits- of Prinsenhof aan de Oudezijds Voorburgwal te Amsterdam. Veroordeeld wegens ongeoorloofd verlaten van de vloot van Jacob Binckes in West-Indië. Bont staande op het schavot voor zijn onthoofding. Ets uit ca. 1781 door Barent de Bakker naar een tekening van Hermanus Petrus Schouten.

Jan Bont, ook geschreven Jan Davits Bont, (Gouda, 1639 – Amsterdam, 1677) was een kapitein ter zee in dienst bij de Admiraliteit van Amsterdam die wegens het zonder toestemming verlaten van de vloot werd geëxecuteerd. 

## Biografie
Jan Bont werd op 8 mei 1639 te Gouda gedoopt als zoon van kapitein ter zee Davit Jans Bont (gesneuveld als bevelhebber van het schip de Maan in de zeeslag met de Engelsen bij het eiland Montecristo in de buurt van Elba) en van Aechien Aerts den Tret. Hij vergezelde admiraal Michiel de Ruyter in het jaar 1661 naar de Middellandse zee en in het jaar 1665 naar de kust van Guinea. Tijdens de Vierdaagse Zeeslag die duurde van 11 tot 14 juni 1666, woonde hij als bevelhebber van het fregat de Kleene Harder en in 1672 en 1673 als kapitein van het linieschip de Stad Utrecht, alle zeeslagen met eer bij. Dat kapitein Bont een goede boterham verdiende met zijn werk bij de Admiraliteit van Amsterdam blijkt uit het feit dat hij wordt genoemd in de Kohier 200ste penning over het jaar 1672 van de stad Gouda. De 200ste penning was een belasting die alleen de meest vermogende inwoners van steden kregen opgelegd. 

## Ongeoorloofd verlof

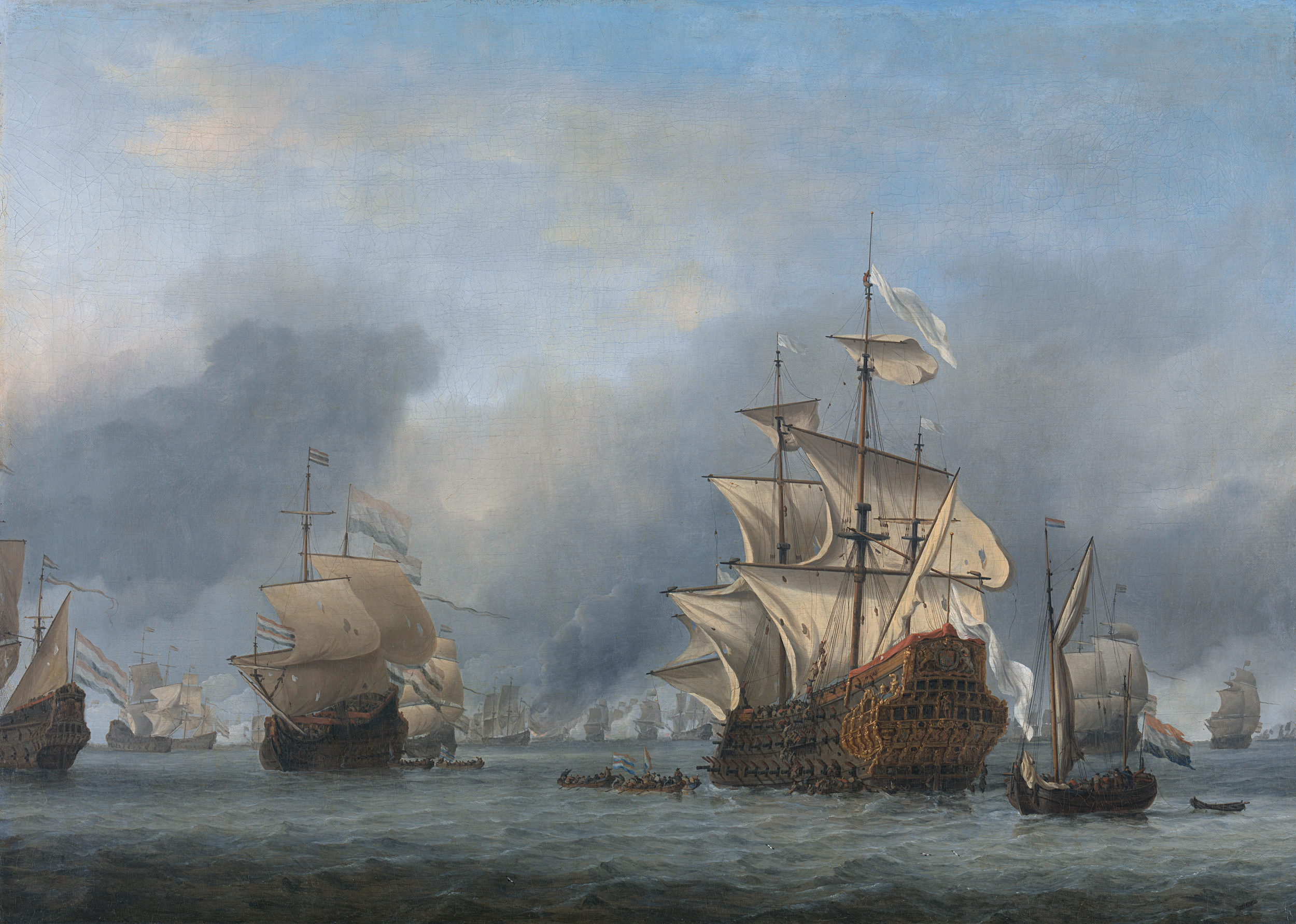
De verovering van het Engelse admiraalschip de 'Royal Prince' in 1666 tijdens de Vierdaagse Zeeslag. Door Willem van de Velde (1622-1707)

In 1676 nam Jan Bont deel aan de tocht van Jacob Binckes naar West-Indië, waar hij bij Guadeloupe met zijn schip Agatha streed tegen twee Franse schepen onder bevel van de markies De Grancey. Toen hij in datzelfde jaar met een gedeelte van het eskader van commandeur Jacob Binckes vooruit werd gezonden naar Tobago, stevende hij echter naar Cadix en vervolgens huiswaarts zonder opgaaf van reden en zonder toestemming.

## Hechtenis en executie
Vanwege zijn eigengereide handelen werd Kapitein ter zee Bont op last van de Admiraliteit van Amsterdam in hechtenis genomen waarna hij werd veroordeeld om te worden onthoofd. De opgelegde straf werd op 5 februari 1677 ten uitvoer gebracht voor het Admiraliteitshof aan de Oudezijds Voorburgwal te Amsterdam. Hij kwam op het schavot gekleed in een kamerjas waaromheen een rouwmantel was geslagen. De nieuwsgierigheid om zijn terechtstelling te zien, was zo groot, dat meerdere toeschouwers werden doodgedrukt.